# Umji
Kim Ye-won (em coreano:  hangul: 김예원; hanja: 金藝源; rr: Gim Ye-won; Incheon, Coreia do Sul, 19 de agosto de 1998), mais frequentemente creditada na carreira musical pelo seu nome artístico Umji (em coreano:  hangul: 엄지; hanja: 嚴智; rr: Eom-ji), é uma cantora e rapper sul-coreana. É mais popularmente conhecida por sido integrante do grupo feminino GFriend, em que foi vocalista, rapper e a integrante mais jovem do grupo.

## Biografia
Umji nasceu em 19 de agosto de 1998, em Incheon, Coreia do Sul. Ela se formou na School of Performing Arts Seoul (SOPA) em fevereiro de 2017, ao lado de sua companheira de grupo, SinB.

## Carreira

### 2015–atualmente: Estreia com GFriend, pausa temporária na carreira e atividades individuais
Umji realizou sua estreia oficial como integrante do grupo GFriend em 14 de janeiro de 2015 com o lançamento do extended play Season of Glass, acompanhado pelo single Glass Bead. Sua primeira apresentação ao vivo ocorreu no programa Music Bank, exibido pela Korean Broadcasting System em 16 de janeiro.
Em setembro de 2016, Umji lançou uma trilha sonora para o drama sul-coreano Shopping King Louie, intitulado The Way. Em novembro de 2017, a cantora participou de King of Mask Singer, participando de duas rodadas até ser eliminada por Sunwoo Jung-a. Em outubro de 2016, Umji parou com as atividades com o grupo após ser diagnosticada diagnosticada com uma torção no músculo sartório. Ela voltou um mês depois de recuperada para a Melon Music Awards.
Em 2018, a cantora, ao lado do integrante Sanha do Astro, foram escolhidos para serem apresentadores de um talk show voltado ao público juvenil intitulado Yogobara.

## Discografia

### Trilhas sonoras
| Ano  | Título  | Drama               | Notas                                             |
| ---- | ------- | ------------------- | ------------------------------------------------- |
| 2016 | The Way | Shopping King Louie | Lançamento acompanhado por um videoclipe especial |
| 2020 | Welcome | Meow the Secret Boy |                                                   |